# Ewing (Nebraska)
Ewing é uma vila localizada no estado americano de Nebraska, no Condado de Holt.

## Demografia
Segundo o censo americano de 2000, a sua população era de 433 habitantes.
Em 2006, foi estimada uma população de 412, um decréscimo de 21 (-4.8%).

## Geografia
De acordo com o United States Census Bureau, a localidade tem uma área de 1,1 km², sem área coberta por água. Ewing localiza-se a aproximadamente 567 m acima do nível do mar.

## Localidades na vizinhança
O diagrama seguinte representa as localidades num raio de 24 km ao redor de Ewing.